# La Vierge
La Vierge è un oratorio (légende sacrée) in quattro scene di Jules Massenet su libretto francese di Charles Grandmougin. Fu eseguito per la prima volta all'Opéra di Parigi il 22 maggio 1880.

## Storia
L'oratorio racconta la storia della Vergine Maria dall'Annunciazione alla sua morte. Nella prima scena, Maria viene visitata dall'Angelo Gabriele e le viene detto che porterà in grembo un figlio, Gesù. La seconda scena è ambientata alle Nozze di Cana, dove Gesù trasforma l'acqua in vino e la terza rappresenta il Venerdì Santo, quando Gesù viene crocifisso. La quarta scena descrive l'Assunzione di Maria in cielo.
Sebbene mai popolare nel suo insieme, il brano orchestrale Le dernier sommeil de la vierge (L'ultimo sonno della Vergine) rimane ancora oggi un pezzo di encore popolare.

## Registrazioni
Una registrazione diretta da Patrick Fournillier è stata pubblicata da Koch Swann nel 1991 e il soprano Montserrat Caballé ha ripreso il brano in concerto negli ultimi anni.